# Narcyz Olizar
Narcyz Olizar herbu Radwan Sowity (ur. w 1794 w Zahorowie na Wołyniu, zm. 9 sierpnia 1862 w Sadach koło Poznania) – poseł, a następnie senator-kasztelan na sejm 1830–1831 roku z ziem zabranych z województwa wołyńskiego, działacz polityczny Wielkiej Emigracji, pisarz, publicysta i malarz.
Syn Filipa Nereusza i Ludwiki z Niemirowiczów-Szczyttów, córki Krzysztofa i Józefy hr. Butlerówny. Brat Gustawa.

## Życiorys
Absolwent Liceum Krzemienieckiego i Uniwersytetu Wileńskiego.
Był uczestnikiem spisku, przygotowującego wybuch powstania listopadowego na Wołyniu. Od 18 czerwca 1831 był aktywnym członkiem sejmu powstańczego jako poseł z województwa wołyńskiego. 8 sierpnia mianowany senatorem-kasztelanem. 11 sierpnia 1831 roku odznaczony Krzyżem Złotym Orderu Virtuti Militari. Po upadku powstania udał się na emigrację do Francji.
Był członkiem sejmu powstańczego na emigracji. Związany z obozem Hotel Lambert księcia Adama Jerzego Czartoryskiego. W 1837 stanął na czele tajnej organizacji Związku Insurekcyjno-Monarchicznego Wyjarzmicieli, a w latach 1843–1845 był prezesem Towarzystwa Monarchicznego Trzeciego Maja. Był członkiem masonerii.
Współzałożyciel i redaktor pisma Trzeci Maj. Był autorem wielu broszur politycznych, jednak szczególnym powodzeniem cieszyły się jego Pamiętniki polskie (1844), przełożone na francuski i niemiecki i Pamiętniki oryginała (1853). Ponadto był cenionym malarzem-pejzażystą.
Zmarł 9 sierpnia 1862 r. w Sadach. Został pochowany w Lusowie.